# Tony Torrilhon
Tony Torrilhon (* 27. September 1931 in Melun) ist ein überwiegend in Deutschland lebender und schaffender französisch-deutscher Grafiker, Kupferstecher und Holzbildhauer.

## Leben
Tony Torrilhon wurde in Melun bei Paris als zweites von sieben Kindern eines Ingenieurs geboren. Er wuchs seit seinem neunten Lebensjahr in Paris auf und legte dort 1949 sein Abitur ab. Danach absolvierte er ein Medizinstudium und wurde 1957 mit „summa cum laude“ an der Sorbonne mit einer Arbeit über die Pathologie bei Pieter Bruegel d. Ä. promoviert. In dieser Zeit begann er mit Aquarellmalerei und hatte erste Ausstellungen in Paris. Von 1958 bis 1960 absolvierte er seinen Militärdienst als Feldarzt in Algerien. Nach Ablauf des Militärdienstes beschloss er, nur noch von der Kunst zu leben, und studierte ab 1961 an der Accademia di Belle Arti in Florenz sowie von 1965 bis 1972 in Berlin an der Hochschule der Künste. Nach Abschluss des Studiums kehrte er 1972 nach Frankreich zurück. Er konnte dort aber weder künstlerisch noch persönlich Fuß fassen, sodass er nach etwa zwei Jahren erneut nach Berlin ging.
Eine erste Ehe, der drei Kinder entstammen, ging Torillhon 1974 ein. Die Ehe wurde 1979 geschieden. In den 1970er Jahren war sein Schaffen nach Experimenten mit Ölmalerei, Lithographie und Radierungen vor allem durch den Kupferstich bestimmt und kommerziell erfolgreich. Sein Stil zeichnet sich insbesondere in den Darstellungen von Naturobjekten durch Präzision und Detailtreue aus. 
Ab etwa 1983 wandte sich Torrilhon verstärkt der Holzbildhauerei zu. 1996 erwarb er gemeinsam mit seiner Lebensgefährtin, die er 1999 heiratete, ein Haus in Rheinsberg und verlagerte seinen Lebensmittelpunkt zunehmend dorthin. 2003 erfolgte die endgültige Übersiedlung nach Rheinsberg. Er kaufte und sanierte ein Haus in der Rheinsberger Innenstadt, in dem er bis heute wohnt, arbeitet und im Erdgeschoss eine Galerie unterhält. 2005 starb seine zweite Ehefrau. 2013 erwarb er die deutsche Staatsbürgerschaft.

## Ausstellungen (Auswahl)
- 1954/1955/1957: Galerie Bénézit, Paris
- 1958: Galerie Visconti, Paris; Galerie Giotto, Le Havre; Galerie Badan, Genf; Galerie Antiquities, Houston (Texas)
- 1959/1972: Galerie Visconti, Paris
- 1964/1965: Beteiligung an Artisti Stranieri in Firenze, Palazzo Strozzi, Florenz
- 1969: Beteiligung an der Großen Berliner Kunstausstellung, Berlin
- 1971/1974: Galerie Springer, Berlin
- 1975: Beteiligung an Westberliner Realisten Majakowski-Galerie, Berlin
- 1977: Beteiligung an Westberliner Realisten in Rostock und Moskau
- 1978: Galerie Jeruschalajim, Berlin
- 1978: Beteiligung an Erotische Kunst, Galerie Schneider-Sato, Karlsruhe
- 1978–1981: Jährliche Ausstellungen in der Galerie Taube, Berlin
- 1984: Städtische Galerie im Park, Viersen; Kulturhistorisches Museum, Osnabrück; Hagener Kunstkabinett, Hagen
- 1985: Laden-Galerie Jungfernstieg, Berlin; Verwaltungsgericht, Frankfurt am Main
- 1986: Siemens, Erlangen; Colloquium Galerie, Berlin; Evangelisches Konsistorium, Berlin; Zentrale Bibliothek, Moers
- 1987: Galerie Wolf-Bütow, Oberursel (Taunus)
- 1988: Altstadt-Galerie, Hamburg; Galerie Prisma, Bovenden
- 2000: Kurt-Tucholsky-Gedenkstätte, Schloss Rheinsberg
- 2001: Kunstamt Wilmersdorf – Kommunale Galerie, Berlin (Retrospektive zum 70. Geburtstag)

## Werkstandorte (Auswahl)
- Staatliche Museen zu Berlin, Stiftung Preußischer Kulturbesitz
- Kupferstichkabinett, Berlin
- Bibliothèque Nationale, Cabinet des Estampes, Paris
- Herzog-August-Bibliothek, Wolfenbüttel
- Public Library Prints Division, New York City
- Gutenberg-Museum, Mainz
- Klingspor-Museum, Offenbach
- Herzog Anton Ulrich-Museum, Braunschweig
- Germanisches Nationalmuseum, Graphische Sammlung, Nürnberg

## Publikationen
- Tony-Michel Torrilhon: La pathologie chez Bruegel. Thèses pour le doctorat en médecine. Faculté de Médecine de Paris, 1957.
- Tony Torrilhon: Werkverzeichnis der Kupferstiche 1976–1983. ISBN 3-922002-21-8.
- Tony Torrilhon: Gesichter – Kupferstiche und Prägungen. Ausstellungsführer der Universitätsbibliothek der Freien Universität Berlin, ISBN 978-3-929619-04-1.